# Коло-Коло
Соціальний і спортивний клуб «Ко́ло-Ко́ло» (ісп. Club Social y Deportivo Colo-Colo) або просто «Коло-Коло» (ісп. «Colo-Colo») — чилійський футбольний клуб із Сантьяго. Заснований 19 квітня 1925 року. Найбільш титулований клуб Чилі як на внутрішній, так і на міжнародній арені. Єдиний чилійський клуб, який переміг у Кубку Лібертадорес і перший клуб з цієї країни, який здобув перемогу в міжнародному турнірі під егідою КОНМЕБОЛ (другим в 2011 році став «Універсідад де Чилі», який виграв Південноамериканський кубок).
Клуб був названий на честь вождя індіанського племені арауканів Колоколо(1490―1555), який підняв свій народ на боротьбу з іспанськими конкістадорами. Його профіль зображений на емблемі клубу.
Коло-Коло є найбільш популярним чилійським клубом. Протистояння з другою по популярності командою, «Універсідад де Чилі» називається «Суперкласіко чилійського футболу». З ще одним історичним грандом чилійського футболу, «Унівесідад Католіка», суперництво носить назву «Класіко Альбо-Крусадо». Крім того, великий інтерес у Чилі викликають матчі «Коло-Коло» з «Кобрелоа» з Калами, клуба, який буквально увірвався до еліти чилійського футболу наприкінці 1980-х років, а також з іншим столичним клубом «Магальянес», вихідці з якого і заснували «Коло-Коло» у свій час.

## Історія

### 1920―1930
У перші місяці 1925 року футбольний клуб «Депортес Магальянес» переживав серйозну кризу через складні відносини між керівництвом клубу та низкою гравців. Молоді футболісти команди, очолювані Давідом Арельяно та його братом Франсіско, вимагали від клубу регулярної виплати гравцям заслуженої зарплати. Давід також просив оновлення основного складу, так як багато гравців у командах вважалися керівництвом незамінними. На загальному зборі 4 квітня 1925 року гравці підняли бунт і вирішили залишити «Магальянес», але їх повстання було швидко «придушене» головою та ветеранами клубу. Хоча рада спочатку збиралася для того, щоб обрати нового капітана, інші гравці зробили все можливе, щоб капітанську пов'язку не отримав Давід Арельяно. Спочатку одноклубники були вороже налаштовані проти організатора повстання і очільника бунтівників Арельяно, але пізніше рішення про відставку торкнулося і його найближчих соратників.
Вигнані з клубу гравці вирішили зустрітися в барі «Quitapenas» на вулиці Ель Пантеон, в будинку 1125. Спочатку гравці збиралися приєднатися до іншого клубу, але незабаром прийняли спільне рішення утворити власний футбольний клуб зі своїми законами. Після тижня переговорів, що проходили в будинку сім'ї Арельяно, клуб був офіційно зареєстрований 19 квітня 1925 року. Після того, як на обговорення було винесено кілька назв для нової команди, наприклад «Індепендьєнте» (Незалежні), «О'Хіггінс» (на честь національного героя Чилі Бернардо О'Хіггінса, керівника боротьби за незалежність іспанських колоній в Південній Америці), «Артуро Прат», Луїс Контрерас запропонував назву «Коло-Коло», відому будь-якому чилійцеві. Коло-Коло ― так звали вождя індіанців мапуче (1490—1555), який підняв свій народ на боротьбу з іспанськими завойовниками. Саме його профіль зображений на сучасній емблемі клубу. Так з'явилася назва «Club Social y Deportivo Colo-Colo».

#### Ранні роки і трагедія в Вальядоліді
Після заснування «Коло-Коло» став учасником першого дивізіону місцевої футбольної ліги. Перший матч у своїй історії «Коло-Коло» провів 31 травня 1925 року, який завершився перемогою 6:0. У тому ж сезоні вони виграли свій перший «класико» проти «Магальянес» 2:0, і в кінці чемпіонату «Коло-Коло» став непереможеним чемпіоном і отримав горде прізвисько «непереможний». В кінці року команда навіть зробила невеликий тур по півдню країни, де зіграла кілька матчів з місцевими клубами. Команда втратила свій неперевершений рекорд 3 січня 1926 року, програвши клубу «Уніон» 3:2. Існує думка, що «Коло-Коло» утримували свій рекорд аж до 30 травня і поразки від «Сантьяго Вондерерз». Можливо, пов'язано це з телеграмами, відправленими від «Коло-Коло» супернику, в яких безглуздий програш пояснювався огидними погодними умовами ― нібито гостям завадив нормально грати сильний вітер. У тому ж році «Коло-Коло» зіграв свій перший міжнародний матч проти уругвайського «Пеньяроля», програвши 5:1.
28 березня 1927 «Коло-Коло» став першим чилійським клубом, який відвідав Європу, а саме Португалію та Іспанію. «Непереможні» зіграли свій перший матч в Ла-Коруньї 3 квітня проти «Ейріньї» з Понтеведри. 2 травня 1927 року відбулася подія, яка справила величезний вплив на подальший розвиток клубу і стала чорною смугою в його історії. На 35-й хвилині товариського матчу проти «Реал Уніон» з Вальядоліда, капітан і засновник клубу Давид Арельяно отримав від суперника дуже сильного удару ногою в живіт. Арельяно відвезли в місцеву лікарню, де йому поставили діагноз — перитоніт. На наступний день Давід помер. Йому було всього 24 роки. Після загибелі футболіста гравцями було прийнято рішення помістити чорну смугу на емблему «Коло-Коло». Стадіон «Коло-Коло» на честь гравця був названий «Монументаль Давід Арельяно». Незважаючи на величезну втрату, клуб знайшов в собі сили продовжувати виступи. У 1926 році в Чилі, після злиття двох головних організацій — Федерації футболу Чилі та Асоціації Професійного Футболу Чилі, «Коло-Коло» почав виступи в Центральній футбольній лізі, ставши чемпіоном першого дивізіону в 1928, 1929 і 1930 роках.

### 1930―1940
8 грудня 1932 року клуб грав у фінальному матчі чемпіонату проти чилійського «Аудакс Італьяно». Але сталася непередбачена обставина, через яку матч було негайно зупинено. Трибуни стадіону гостей не витримали глядачів і впали. «Коло-Коло» до цього моменту вже вів в рахунку 2:1. Матч було скасовано, і чемпіонський титул протягом того року залишався вільним. 130 осіб отримали поранення, троє загинули. У період 1931—1932, «Коло-Коло» постраждав від фінансової кризи. Інвестори вирішили вкласти великі суми грошей на придбання нових гравців, але клуб не виправдав їхніх сподівань і гарного результату не показав, що призвело до зниження заробітної плати гравцям основного складу.
27 травня 1933 року клуби «Коло-Коло», «Аудакс Італьяно», «Депортес Магальянес», «Уніон Еспаньйола» і спільноти «Green Cross» і «Morning Star» оголосили про створення нової професійної футбольної ліги, яка з 1934 року стала називатися Футбольною Асоціацією Сантьяго. Апертуру «Коло-Коло» виграв, здолавши у фіналі «Уніон Еспаньйола» з рахунком 2:1, але в раніше існуючому офіційному чемпіонаті Чилі з тим же рахунком поступився в класичному протистоянні «Магальянес».
У 1937 році клуб виграв свій перший національний титул і знову залишився непереможеним. «Коло-Коло» завершив чемпіонат на першому рядку з відривом в 5 очок від свого найближчого переслідувача, все того ж «Магальянес». Клуб став чемпіоном вдруге в 1939 році багато в чому завдяки кращому бомбардиру Альфонсо Домінгесу, нападник зумів забити 32 голи в 24 матчах. Команду в той час тренував угорський фахівець Ференц Платтко.

### 1940―1950
Період з 1940 по 1950 рік почався з досить непоганих виступів клубу в Апертурі. У фінальному матчі «Коло-Коло» переміг «Універсідад де Чилі» з рахунком 3:2. Проте, в національному чемпіонаті «індіанці» виступили не дуже впевнено, зайнявши лише четверте місце. У 1941 році атакуюча лінія «Коло-Коло» складалася з Енріке Сорреля, Сезара Соккараса, Альфонсо Домінгеса, Нортона Контрераса і Томаса Рохаса. «Вожді» втретє завоювали першість, вдруге закінчивши чемпіонат без поразок. Цікаво, що клуб ще й відрізнявся значною результативністю, забиваючи в середньому 3,5 гола за гру. Тренер Ференц Платтко зробив революцію в чилійському футболі, прищепивши команді гру за схемою 3-2-5, більш відомою як «WM» через своєрідне розташування футболістів. У тому ж році Платтко був викликаний для керівництва національною збірною з футболу, яка приймала тоді участь в Чемпіонаті Південної Америки 1942 року в Уругваї.
У наступному році економічні конфлікти і напружені відносини привели до виборів нового президента, Робінсона Альвареса. Втім, особливого результату це не принесло, результати були помітні тільки в офіційному змаганні, де «Коло-Коло» посів третє місце. До 1943 року був помітний невеликий прогрес, і, незважаючи на очевидну втому гравців і тренерського штабу, клубу вдалося фінішувати другим, всього на два очки відставши від чемпіона «Уніон Еспаньйола».
1944 рік почався з відставки Платтка і звільнення кількох іноземних гравців, які стали жертвою «чилійської політики» клубу, спрямованої на збереження в складі корінних гравців. Зміни принесли результат ― так під керівництвом тренера збірної Луїса Тірадо, який замінив Артуро Торреса в середині сезону, «Коло-Коло» виграв національний чемпіонат ще раз. Сталося це після перемоги у фінальному матчі над «Аудакс Італьяно», який випереджав «вождів» на одне очко, з рахунком 3:1. У наступному році, незважаючи на те, що в складі велика частина гравців була переможцями чемпіонату, «Коло-Коло» провів найгірший сезон у своїй історії і закінчив турнір в кінці таблиці, випередивши лише слабкий «Бадмінтон».
У 1946 році, незважаючи на посилення складу хорошими гравцями ($180 000 клуб заплатив «Магальянес» за захисника Домінго Піно), велика кількість травм знижувала продуктивність гри і не дозволяла провести вдалий сезон, в результаті клуб фінішував шостим. Але в сезоні 1947 «Коло-Коло» знову став чемпіоном, на цей раз під керівництвом колишнього гравця Енріке Сорреля, який тричі грав у фіналах чемпіонату. Цей титул став путівкою для участі клубу в матчах Клубного чемпіонату Південної Америки 1948 роки (аналога майбутнього Кубка Лібертадорес), перемогу в якому здобув бразильський клуб «Васко да Гама».

### 1950―1960
«Коло-Коло» завершив свої непостійні виступу в 1950 році тільки на дев'ятому місці, а в 1953 році виграв свою шосту чемпіонську зірку під керівництвом нового президента Антоніо Лавана. Повернувся в команду тренер Ференц Платтко і два брата — Тед і Хорхе Робледо, що грали у Великій Британії за «Ньюкасл Юнайтед». Після закінчення сезону 1952/53 Хорхе і його брат були продані в «Коло-Коло» за 25 тисяч фунтів стерлінгів. Дебют Хорхе відбувся 31 травня 1953 року в матчі з клубом «Ферробадмінтон». Він одразу ж став улюбленцем публіки і закінчив сезон в званні чемпіона Чилі і кращого бомбардира чемпіонату з 26-ма голами. У наступному році Хорхе знову став кращим бомбардиром, забивши 25 голів, але «Коло-Коло» залишилися лише другими, поступившись тільки одним очком клубу «Універсідад Католика». У 1956 році Хорхе вдруге в кар'єрі вдалося стати чемпіоном Чилі. 30 листопада 1958 року Хорхе провів свій останній матч у складі «індіанців», в тому сезоні він знову став срібним призером чемпіонату, після чого ненадовго завершив свою кар'єру. Всього за п'ять з половиною сезонів у складі «Коло-Коло» Хорхе Робледо провів 153 матчі і забив 94 голи.
Приїзд цих гравців означав для команди перехід до нового стилю гри і привернув більше людей на стадіон. Наступного року «Коло-Коло» купив місце під штаб-квартиру на вулиці Сьєнфуегос, 41 в центрі Сантьяго, але не зміг виграти чемпіонат. У 1956 році, завдяки таким гравцям, як Мізаель Ескуті, Маріо Морено, Хайме Рамірес, Мануель «Коло Коло» Муньос, Енріке Ормасабаль і Хорхе Робледо, «Коло-Коло» виграв свій сьомий національний титул. У тому ж році клуб купив ділянку землі в 28 га, розташований на півдні Сантьяго в міській комуні Макуль і почав будівництво майбутнього стадіону «Монументаль».

### 1960―1970
У 1960 році тренером «Коло-Коло» став Ернан Карраско, і в трьох фінальних іграх команда, обігнавши «Сантьяго Вондерерз» за очками, виграла свою восьму зірку. У 1963 році, «Коло-Коло» повернув собі чемпіонство після впертої боротьби з «Універсідад де Чилі», відрив від якого склав всього одне очко. Цього року «Коло-Коло» відзначився одразу двома рекордами в чилійському футболі: по-перше, максимальною кількістю голів, забитих клубом в сезоні (103 голи); по-друге, максимальною кількістю голів, забитих одним гравцем в сезоні. Луїс Альварес Ернан зміг вразити ворота суперників аж 37 разів. У тому ж році перестала існувати традиція брати в клуб тільки чилійців, що з'явилася ще в 1944 році.
Після семи років без трофеїв, в 1970 році «Коло-Коло» нарешті здобув десяту зірку під керівництвом Франсіско Ормасабаля. Титул дістався команді після перемоги у фінальному матчі проти «Уніон Еспаньйола» з рахунком 2:1. Особлива заслуга в завоюванні трофею належить бразильцеві Едсону Бейруту, який в тому матчі оформив дубль.

### 1970―1980
У 1972 році під керівництвом Луїса «Зорро» Аламоса «Коло-Коло» став національним чемпіоном. Це нікого не здивувало, адже в складі тоді блищали такі зірки, як Франсіско Вальдес, Рафаель Гонсалес, Гільєрмо Паес, Леонардо Веліз, Леонель Еррера і Карлос Касселі. У тому ж році була відзначена висока цифра середньої відвідуваності ігор «Коло-Коло» на домашньому стадіоні в Чилі ― понад 40 тисяч людей за гру. На наступний рік «Коло-Коло» з оновленим основним складом став першим чилійським клубом в історії турніру, що зіграв у фіналі Кубка Лібертадорес. Клуб обігнав за очками в півфіналі парагвайський «Серро Портеньо» і бразильський «Ботафого» і зіткнувся в фіналі з аргентинським «Індепендьєнте». У матчі в Авельянеді команди забили один одному по одному м'ячу, гра у відповідь в Сантьяго закінчилася нульовою нічиєю. Переможцем плей-офф в Монтевідео з рахунком 2:1 став «Індепендьєнте», який все-таки дотиснув чилійців і забив переможний гол на 107-й хвилині.
Багато гравців тодішнього «Коло-Коло» потрапили до складу чилійської збірної, яка брала участь в Чемпіонаті світу 1974 року в Західній Німеччині. Але, після таких успішних виступів в команді знову настала криза, яка продовжувалася аж до 1979 року. Тоді з дуетом нападників, Северіно Васконселосом і бомбардиром того року Карлосом Касселем клуб досяг свого дванадцятого чемпіонського титулу. За підсумками турніру клуб міг пишатися переможною серією з десяти матчів і своїми захисниками, завдяки яким за 34 гри «вожді» пропустили лише 24 м'ячі.

### 1980―1990
«Коло-Коло» завоював черговий національний титул в 1981 і 1983 роках під керівництвом тренера Педро Гарсії, борючись в фінальних іграх обох чемпіонатів проти чилійського клубу «Кобрелоа». У 1986 році «Коло» і «Палестіно» зрівнялися за очками до кінця турніру, тому чемпіон повинен був визначитися у фінальній сутичці.
Унікальна подія зібрала на трибунах Національного стадіону 80 000 чоловік. «Коло» здобув перемогу з рахунком 2: 0 завдяки голам Хайме Вера і Уго Едуардо Рубіо. Під керівництвом тренера Артуро Сала зоряний склад «Коло-Коло», представлений Роберто Рохасом, Раулем Ормеко, Лісардо Гаррідо і Артуро Харегі виграв свою п'ятнадцяту «зірку». Але національними титулами клуб не обмежувався: у 1981, 1982, 1985 і 1989 роках «вожді» брали Кубок Чилі.
Незважаючи на успіхи в чилійській першості, клуб не показував гідних результатів на міжнародному рівні. «Коло-Коло» одного разу домігся дуже важливої перемоги над «Сан-Паулу» в гостях, але зміг пробитися в груповий етап Кубка Лібертадорес лише в 1988 році. 30 вересня 1989 був відкритий стадіон «Монументальний», який до цих пір є домашньою ареною клубу. Відкриття стадіону ознаменувався матчем проти «Пеньяроля», який завершився перемогою господарів з рахунком 2:1.

### 1991 рік: Перший успіх на міжнародній арені
1990-ті роки увійшли в історію клубу як десятиліття великих перемог. Але найбільшого свого успіху команда домоглася в 1991 році, коли вперше зуміла виграти Кубок Лібертадорес під керівництвом югославського фахівця Мірко Йозіча. На груповій стадії «Коло-Коло» потрапив в чилійсько-еквадорську групу 2. Після гостьової нічиєї 20 лютого з віце-чемпіоном Чилі «Депортес Консепсьйон» (0:0, видалення в другому таймі Рікардо Дабровські), «індіанці» виграли три зустрічі поспіль — вдома у еквадорської «Барселони» з рахунком 3:1, потім там же обіграний «Депортес Консепсьйон» (2:0), а в останній домашній грі був розгромлений «ЛДУ Кіто» з рахунком 3:0. Забезпечивши собі путівку в плей-офф (з групи виходили три команди з чотирьох), «Коло-Коло» зіграв внічию в двох матчах, що залишилися в Еквадорі — 2:2 в Гуаякілі і 0:0 в Кіто і зайняв перше місце у своїй групі.
В 1/8 фіналу «Коло-Коло» зустрівся з чемпіоном Перу «Універсітаріо». Чилійська команда продовжила дотримуватися тактики нічиїх в гостях (0:0, гра пройшла 17 квітня) і перемога на своєму полі 2:1. Матч-відповідь «Коло-Коло» виграв за рахунок двох голів Рубена Еспіноси, проте «індіанцям» допомогло і видалення Альфонсо Яньєса в рядах перуанської команди вже на 30-й хвилині першого тайму.
У першій грі чвертьфіналу «Коло-Коло» фактично наперед вирішив результат протистояння з уругвайським «Насьйоналем», розгромивши 3 травня триразового володаря Кубка Лібертадорес і Міжконтинентального кубка з рахунком 4:0. Навіть перемога уругвайців через 5 днів з рахунком 2:0 (за рахунок дубля Луїса Ное) не змогла нічого змінити.
Півфінальні ігри проти «Боки Хуніорс» розцінювалися як достроковий фінал. Команда Оскара Вашингтона Табареса зуміла обіграти чилійців вдома за рахунок пенальті, виконаного Альфредо Грасіану. Гра у відповідь в Сантьяго, що пройшла 22 травня, стала бенефісом воротаря «Коло-Коло» Даніеля Морона. Він тричі рятував свої ворота від дуже небезпечних атак за участю Габріеля Батістути, включаючи вихід нападника віч-на-віч з воротарем. Нападники Марсело Бартіччіотто, Рубен Мартінес і Патрісіо Яньєс перевершували захисників аргентинської команди в майстерності і на 65-й хвилині зуміли відкрити рахунок. На 67-й хвилині Бартіччіотто зробив рахунок 2:0, але незабаром Латорре скоротив відставання «Боки», а це означало, що при такому рахунку було б призначено додатковий час, оскільки число голів на чужому полі не бралося до уваги. Однак ще в основний час Мартінес зумів забити свій другий гол у матчі, який став вирішальним — 3:1 і чилійці вийшли в фінал турніру.
У першій грі фіналу не зміг взяти участь видалений в матчі проти «Боки» Яньєс. «Коло-Коло» випало грати з чинним переможцем турніру, парагвайською «Олімпією», для якої це був вже третій фінал поспіль. В Асунсьйоні 29 травня чилійці зазнали великого тиску на свої ворота — кращим гравцем зустрічі був визнаний Даніель Морон. На 80-й хвилині було видалено по одному футболісту з кожної команди — Вірхіліо Касерес у господарів і Рубен Мартінес у гостей.
У матчі-відповіді гра склалася абсолютно за іншим сценарієм: гравці «Коло-Коло» показали гострий, атакуючий футбол і повністю переграли «Олімпію», розгромивши суперників з рахунком 3:0. Дубль на рахунку Луїса Переса і ще один гол забив Леонель Еррера. Після перемоги вболівальники в ніч з 5 на 6 червня влаштували в Сантьяго масові гуляння.
Наприкінці 1991 року «Коло-Коло» виграв свій третій поспіль чемпіонат Чилі, а Рубен Мартінес з 23 голами став його найкращим бомбардиром. У грі за Міжконтинентальний кубок чилійці поступилися «Црвені Звезді» 0:3. Примітно, що в грі, що відбулася 8 грудня на Національному стадіоні у Токіо, командами керували представники югославської тренерської школи, країни, яка розділена на той момент громадянською війною — серб Володимир Попович і хорват Мірко Йозич.

### 1992—2000
Йозич працював з «Коло-Коло» до 1993 року і виграв ще ряд трофеїв. У 1992 році була завойована Рекопа Південної Америки в єдиному матчі, що пройшов в японському Кобе — після безгольової гри в серії пенальті з рахунком 5:4 був обіграний бразильський «Крузейро», переможець Суперкубка Лібертадорес 1991 року. У тому ж році «Коло-Коло» за сумою двох матчів розгромив 7:2 мексиканську «Пуеблу» в боротьбі за Міжамериканський кубок. Останнім трофеєм Мірко Йозіч на посаді головного тренера «Коло-Коло» стала перемога в чемпіонаті Чилі 1993 року.
Цікаво, що в цей період у клубу були радянські, а потім і російські спонсори. У 1990—1992 роках на передній стороні футболок була розміщена назва першого титульного спонсора, автомобіля Lada, а на спині у гравців розміщувалася назва другого титульного спонсора ― KAMAZ.

### Сучасність
2006 рік «Коло-Коло», подолавши економічну кризу початку 2000-х років, провів просто феноменально. Команда виграла обидва чемпіонати Чилі — Апертуру і Клаусуру, а в кінці року дійшла до фіналу Південноамериканського кубка. Після першого матчу в Пачуці з однойменним клубом була результативна нічия, що давала перевагу «Коло-Коло». Однак в присутності 70 тисяч уболівальників «Коло-Коло» несподівано поступився вдома «Пачуці», дозволивши цьому клубу увійти в історію як першій мексиканській команді, яка виграла південноамериканський турнір.
Однак успіхи «Коло-Коло» не залишилися непоміченими. Молодий чилійський футболіст Матіас Фернандес був визнаний кращим футболістом Південної Америки 2006 року, після чого перейшов в іспанський «Вільярреал». Нападник команди Умберто Суасо був визнаний кращим бомбардиром світу 2006 року.
В 2017 році клуб посів 23 місце в рейтингу КОНМЕБОЛ серед 199 команд. В 2018 році опустився на 27 місце, пропустивши вперед болівійські «Болівар» та «Зе Стронгест», парагвайський "Лібертад" та співвітчизників «Універсидад де Чилі». Втім, варто зазначити, що в цьому році в заліку було на 9 команд більше в порівнянні з 2017 роком. В 2019 році піднявся на 19 позицію серед 210 команд, залишивши позаду аргентинський «Ланус» і колумбійську «Санта-Фе». Станом на 2020 рік посів 21 місце серед 212 команд.

## Досягнення
- Чемпіон Чилі (34): 1937, 1939, 1941, 1944, 1947, 1953, 1956, 1960, 1963, 1970, 1972, 1979, 1981, 1983, 1986, 1989, 1990, 1991, 1993, 1996, 1997 К, 1998, 2002 К, 2006 А, 2006 К, 2007 А, 2007 К, 2008 К, 2009 К, 2014 А, 2015 А, 2017, 2022, 2024
- Володар Кубка Чилі (14): 1958, 1974, 1981, 1982, 1985, 1988, 1989, 1990, 1994, 1996, 2016, 2019, 2021, 2023
- Володар Суперкубка Чилі (4): 2017, 2018, 2022, 2024
- Володар Кубка Лібертадорес: 1991
- Володар Рекопи Південної Америки: 1992
- Володар Міжамериканського кубка: 1992

## Склад
Станом на 8 лютого 2021 року.
| №            | Ім'я                 | Громадянство      | Дата народження        | Попередній клуб           |
| ------------ | -------------------- | ----------------- | ---------------------- | ------------------------- |
| Воротарі     |                      |                   |                        |                           |
| 1            | Браян Кортес         | Чилі              | 11 березня 1995 року   | «Депортес Ікіке»          |
| 12           | Мігель Пінто         | Чилі, Мексика     | 4 липня 1983 року      | «О'Хіггінс»               |
| 23           | Хуліо Фієрро         | Чилі              | 9 квітня 2002 року     | Вихованець клубу          |
| Захисники    |                      |                   |                        |                           |
| 2            | Джейсон Рохас        | Чилі              | 23 січня 2002 року     | Вихованець клубу          |
| 4            | Матіас Сальдівія     | Аргентина         | 22 січня 1991 року     | «Арсенал» Саранді         |
| 5            | Хуліо Баррозо        | Аргентина, Чилі   | 16 січня 1985 року     | «О'Хіггінс»               |
| 6            | Хуан Інсаурральде    | Аргентина         | 3 жовтня 1984 року     | «Бока Хуніорс»            |
| 13           | Педро Наварро        | Чилі              | 30 березня 2001 року   | Вихованець клубу          |
| 16           | Оскар Опасо          | Чилі              | 18 жовтня 1990 року    | «Сантьяго Вондерерз»      |
| 19           | Рональд де ла Фуенте | Чилі              | 25 січня 1991 року     | «Універсідад Консепсьйон» |
| 23           | Браян Вехар          | Чилі              | 14 липня 1995 року     | «Уачипато»                |
| 28           | Феліпе Кампос        | Чилі              | 8 листопада 1993 року  | «Палестіно»               |
| 37           | Массиміліано Фалькон | Уругвай           | 1 травня 1997 року     | «Рентістас»               |
| Півзахисники |                      |                   |                        |                           |
| 3            | Вільямс Аларкон      | Чилі              | 29 листопада 2000 року | Вихованець клубу          |
| 10           | Леонардо Валенсія    | Чилі              | 25 квітня 1991 року    | «Ботафого»                |
| 14           | Матіас Фернандес     | Аргентина, Чилі   | 15 травня 1986 року    | «Некакса»                 |
| 17           | Габріель Суасо       | Чилі              | 9 серпня 1997 року     | Вихованець клубу          |
| 22           | Браян Сото           | Чилі              | 1 червня 2001 року     | Вихованець клубу          |
| 24           | Сезар Фуентес        | Чилі              | 12 квітня 1993 року    | «Універсідад Католіка»    |
| 26           | Карло Віллануева     | Чилі              | 1 липня 1999 року      | Вихованець клубу          |
| 27           | Бранко Провосте      | Чилі              | 14 квітня 2000 року    | Вихованець клубу          |
| 29           | Карлос Кармона       | Чилі              | 21 лютого 1987 року    | «Атланта Юнайтед»         |
| 30           | Ігнасіо Хара         | Чилі              | 28 січня 1997 року     | «Депортес Кобрелоа»       |
| 34           | Вісенте Пізарро      | Чилі              | 5 листопада 2002 року  | Вихованець клубу          |
| 34(?)        | Ітан Еспіноза        | Чилі              | 17 січня 2001 року     | Вихованець клубу          |
| 35           | Хоан Круз            | Чилі              | 4 квітня 2003 року     | Вихованець клубу          |
| 38           | Хорхе Вальдивія      | Чилі, Венесуела   | 19 жовтня 1983 року    | «Масатлан»                |
| Нападники    |                      |                   |                        |                           |
| 7            | Естебан Паредес      | Чилі              | 1 серпня 1980 року     | «Керетаро»                |
| 8            | Габріель Коста       | Перу, Уругвай     | 2 квітня 1990 року     | «Спортінг Крістал»        |
| 9            | Хав'єр Паррагез      | Чилі              | 31 грудня 1989 року    | «Уачипато»                |
| 11           | Маркос Боладос       | Чилі              | 28 лютого 1996 року    | «Депортес Антофагаста»    |
| 15           | Пабло Моуче          | Аргентина, Італія | 11 жовтня 1987 року    | «Палмейрас»               |
| 18           | Іван Моралез         | Чилі              | 29 липня 1999 року     | Вихованець клубу          |
| 20           | Ніколас Бланді       | Аргентина, Італія | 13 січня 1990 року     | «Атлетико Сан-Лоренсо»    |
| 32           | Лусіано Арріагада    | Чилі              | 30 квітня 2002 року    | Вихованець клубу          |
| 36           | Пабло Соларі         | Аргентина         | 22 березня 2001 року   | «Атлетико Тальєрес»       |

## Відомі гравці
- Клаудіо Браво
- Адольфо Неф
- Маріо Осбен
- Марсело Рамірес
- Місаель Ескуті
- Обдуліо Діано
- Артуро Відаль
- Маріо Галіндо
- Рафаель Гонсалес
- Умберто Крус
- Уго Лепе
- Хав'єр Маргас
- Мануель Мачука
- Віктор Моралес
- Кауполікан Пенья
- Мігель Рамірес
- Оскар Рохас
- Артуро Фаріас
- Атіліо Кремаскі
- Франсіско Вальдес
- Хорхе Вальдивія
- Алехандро Ісіс
- Маріо Ортіс
- Емерсон Перейра
- Карлос Рівас
- Гільєрмо Сааведра
- Хосе Луїс Сьєрра
- Хорхе Торо
- Артуро Торрес
- Матіас Фернандес
- Марсело Еспіна
- Маріо Морено
- Мануель Муньйос
- Мануель Нейра
- Хайме Рамірес
- Хорхе Робледо
- Умберто Суасо
- Гільєрмо Субіабре
- Патрісіо Яньєс

## Відомі тренери
- Луїс Аламос
- Густаво Бенітез
- Мірко Йозич
- Ференц Платтко